# Masjid al-Qiblatayn
Masjid al-Qiblatayn (arabiska: مسجد القبلتين, Moskén med två qibla) är en moské i Medina (Saudiarabien) på vars plats vissa anser att muslimer bad böner på när befallningen kom om att byta böneriktning (qibla) från Jerusalem till Mecka. Under en period i islam stod muslimerna och bad riktade mot Jerusalem istället för mot Mecka. Moskén är historiskt betydelsefull då det är den enda moskén som byggts med två motsatta bönenischer i den.

## Galleri

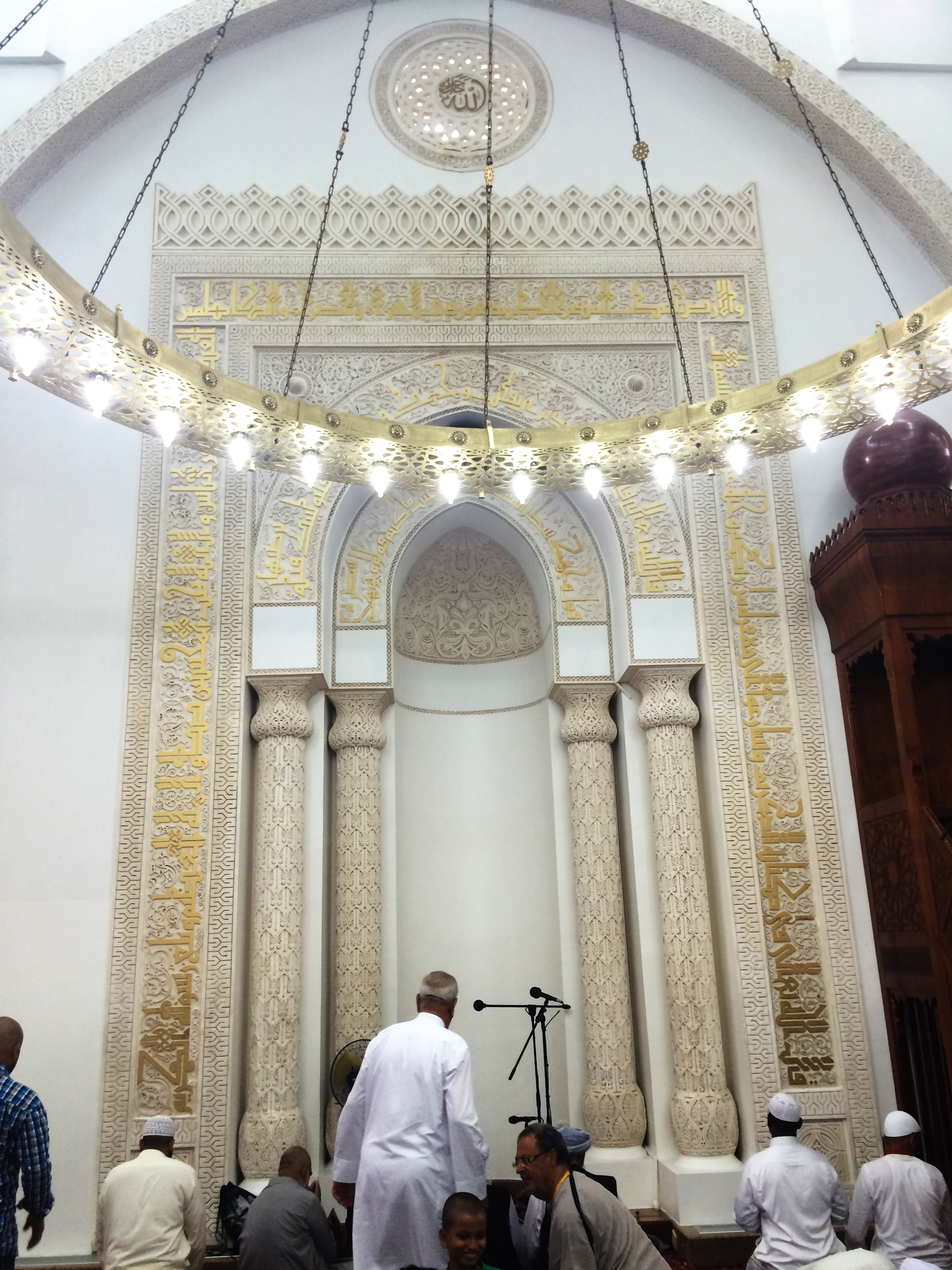
En mihrab i moskén.
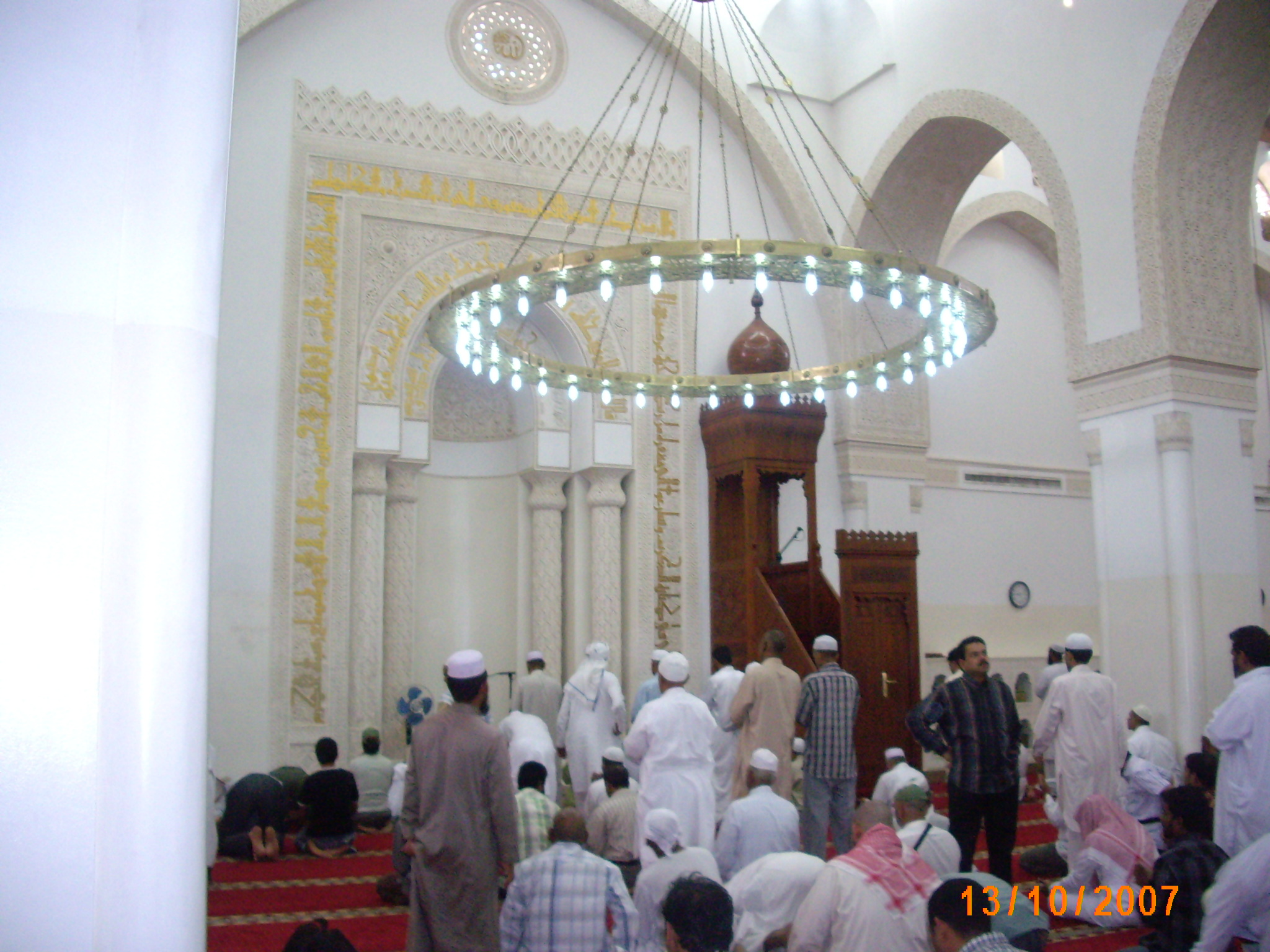
Några muslimer ber i moskén. En minbar finns till höger i bilden.